# Associatie van melige schotelkorst
De associatie van melige schotelkorst (Lecanoretum carpineae) is een associatie uit het verbond van melige schotelkorst (Lecanorion carpineae). De associatie omvat epifytische pioniervegetatie op gladde, pH-neutrale schors waarin witte, korstvormige lichenen het aspect bepalen.

## Naamgeving en codering
| Lecideeto parasemo-Phlyctideetum Hilitz. 1925 |

- Syntaxoncode voor Nederland (rVvN): r54Ab01

De wetenschappelijke naam Lecanoretum carpineae is afgeleid van de botanische naam van melige schotelkorst (Lecanora carpinae), de belangrijkste kensoort voor deze associatie.

## Fysiognomie
De associatie van melige schotelkorst is fysiognomisch veelal sterk gekarakteriseerd. Het doorgaans opvallende vegetatieaspect van deze gemeenschap wordt gevormd door een bont vlekkenpatroon van verscheidene witte tot (wit)grijze, korstvormige lichenen. Opvallend zijn dikwijls ook de patronen van de zwarte apotheciën van het altijd aanwezige gewoon purperschaaltje.
Symmorfologisch is de associatie zeer eenvoudig opgebouwd. De vegetatiestructuur bestaat uit een dominante moslaag waarin korstvormige lichenen structuurbepalend optreden.

## Ecologie
De associatie van melige schotelkorst manifesteert zich vrijwel altijd als epifytische pioniervegetatie; epilitische varianten zijn uiterst zeldzaam. De associatie is een typische verschijning op gladde, ruwweg pH-neutrale schors van geëxponeerde bomen en struiken. Het kan gaan om stammen, gesteltakken en zelfs twijgen. Veel van de korstmossen van de associatie van melige schotelkorst worden gegeten door slakken.

## Vegetatiezonering
In de vegetatiezonering kan de associatie van melige schotelkorst in contact staan met een vrij hoog aantal andere syntaxa.
Als microgemeenschap in loofstruweel- en loofbosgemeenschappen komt het voor in de klasse van doornstruwelen, de klasse van elzenbroekbossen en de klasse van eiken- en beukenbossen op voedselrijke grond (vooral het verbond van els en vogelkers).

## Verspreiding
De associatie van melige schotelkorst is in Nederland en Vlaanderen een zeer algemeen voorkomend vegetatietype in zowel natuurgebieden, agrarische gebieden en urbane gebieden.

## Diagnostische taxa
In de onderstaande synoptische tabel staan de belangrijkste diagnostische taxa voor de associatie van melige schotelkorst.
| Diagnostiek       | Triviale naam             | Botanische naam          | Opmerking |
| ----------------- | ------------------------- | ------------------------ | --------- |
| associatiekentaxa | melige schotelkorst       | Lecanora carpinae        |           |
| associatiekentaxa | berijpte bosschotelkorst  | Lecanora albella         |           |
| associatiekentaxa | onopvallende schotelkorst | Rynodina pyrina          |           |
| verbondskentaxa   | gewoon purperschaaltje    | Lecidella elaeochroma    |           |
| verbondskentaxa   | witte schotelkorst        | Lecanora chlarotera      |           |
| verbondskentaxa   | gewone stipjes            | Naetrocymbe punctiformis |           |
| verbondskentaxa   | oranje boomzonnetje       | Caloplaca cerina         |           |
| klassekentaxa     | amoebekorst               | Arthonia radiata         |           |
| klassekentaxa     | bleekgroene schotelkorst  | Lecanora expallens       |           |

## Fotogalerij

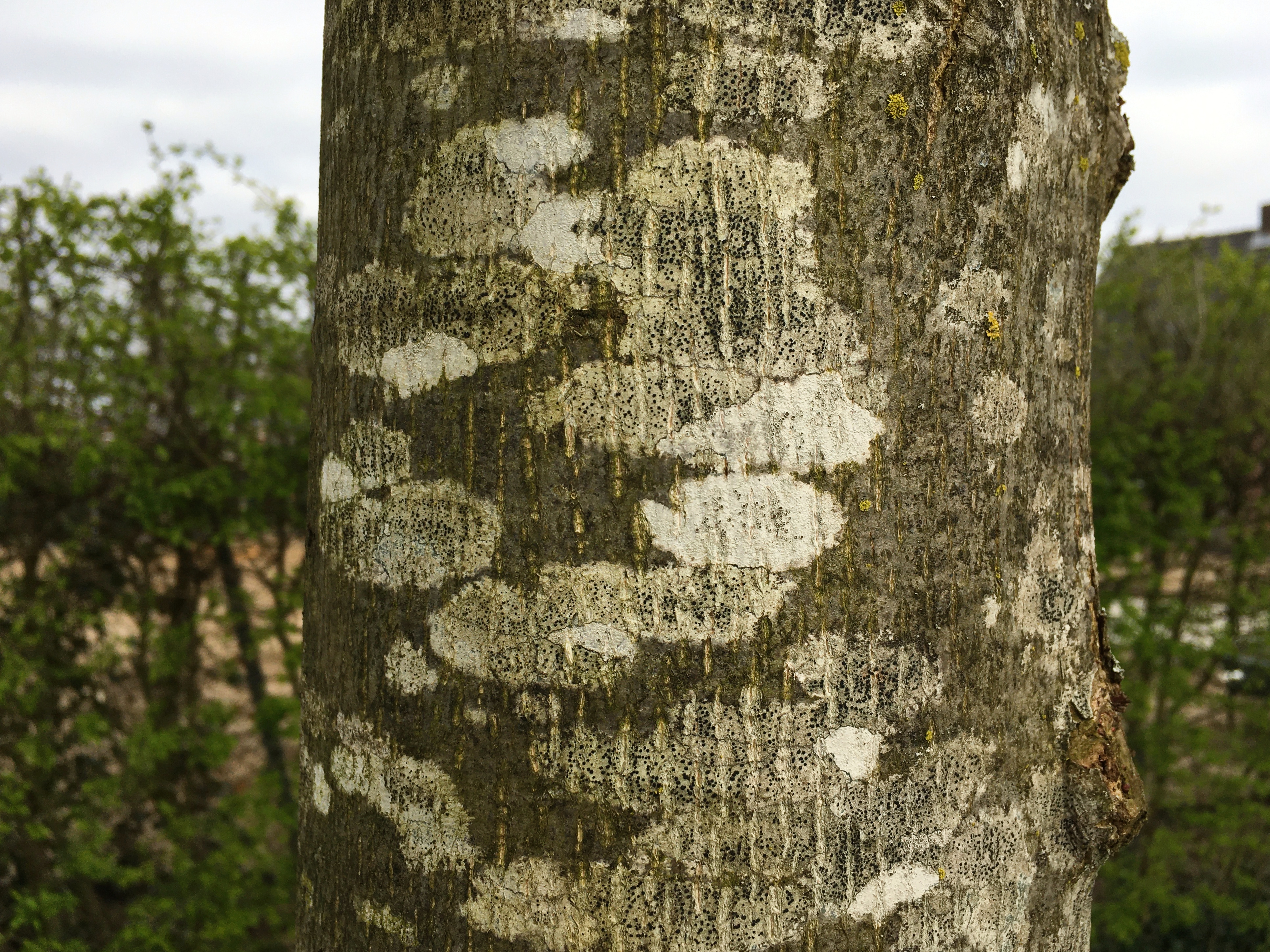
Een close-up van de associatie op een jonge Hollandse linde in een laan.
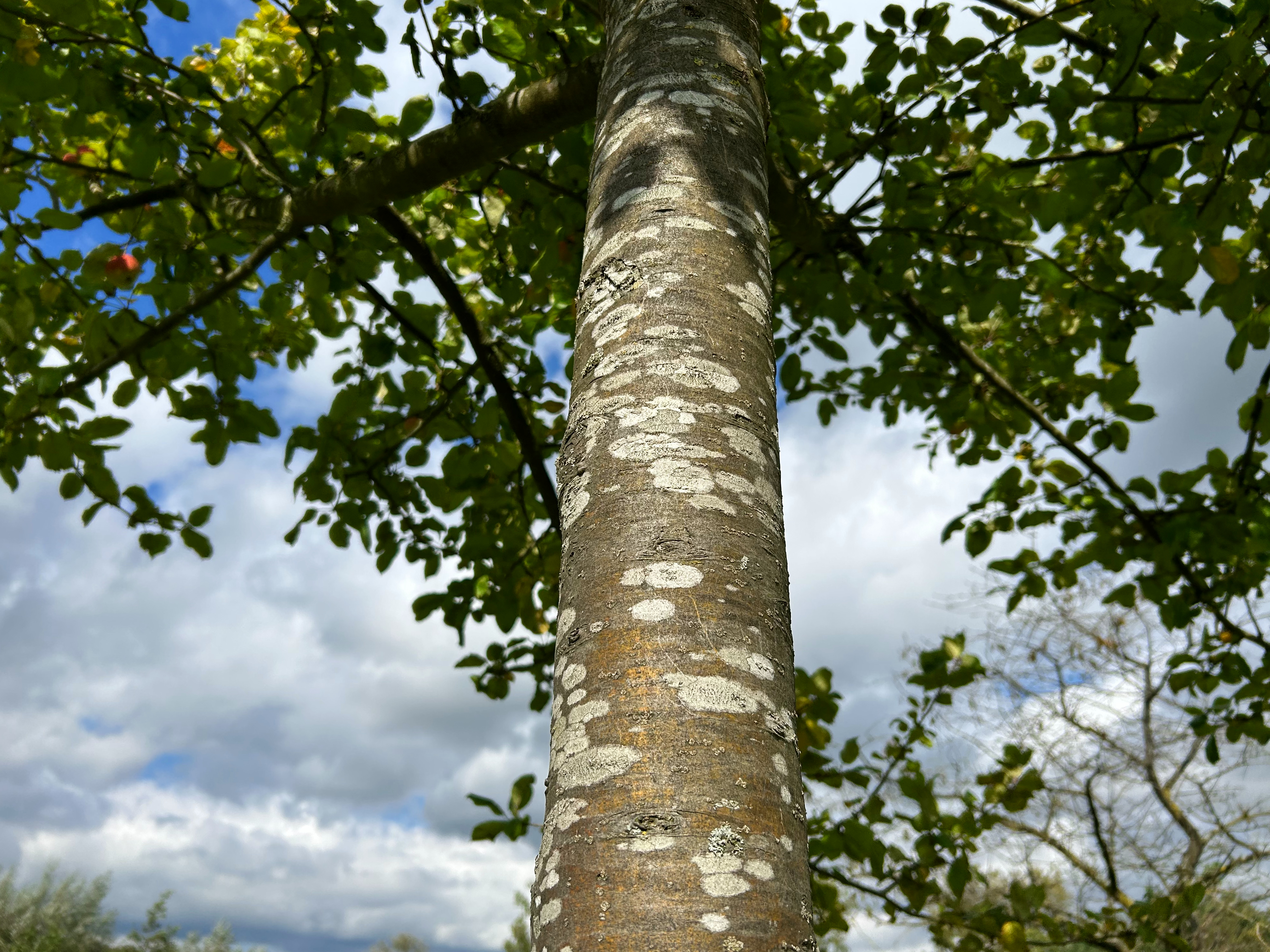
Een aspect van de associatie op de stam van een vrijstaande eetappelboom.
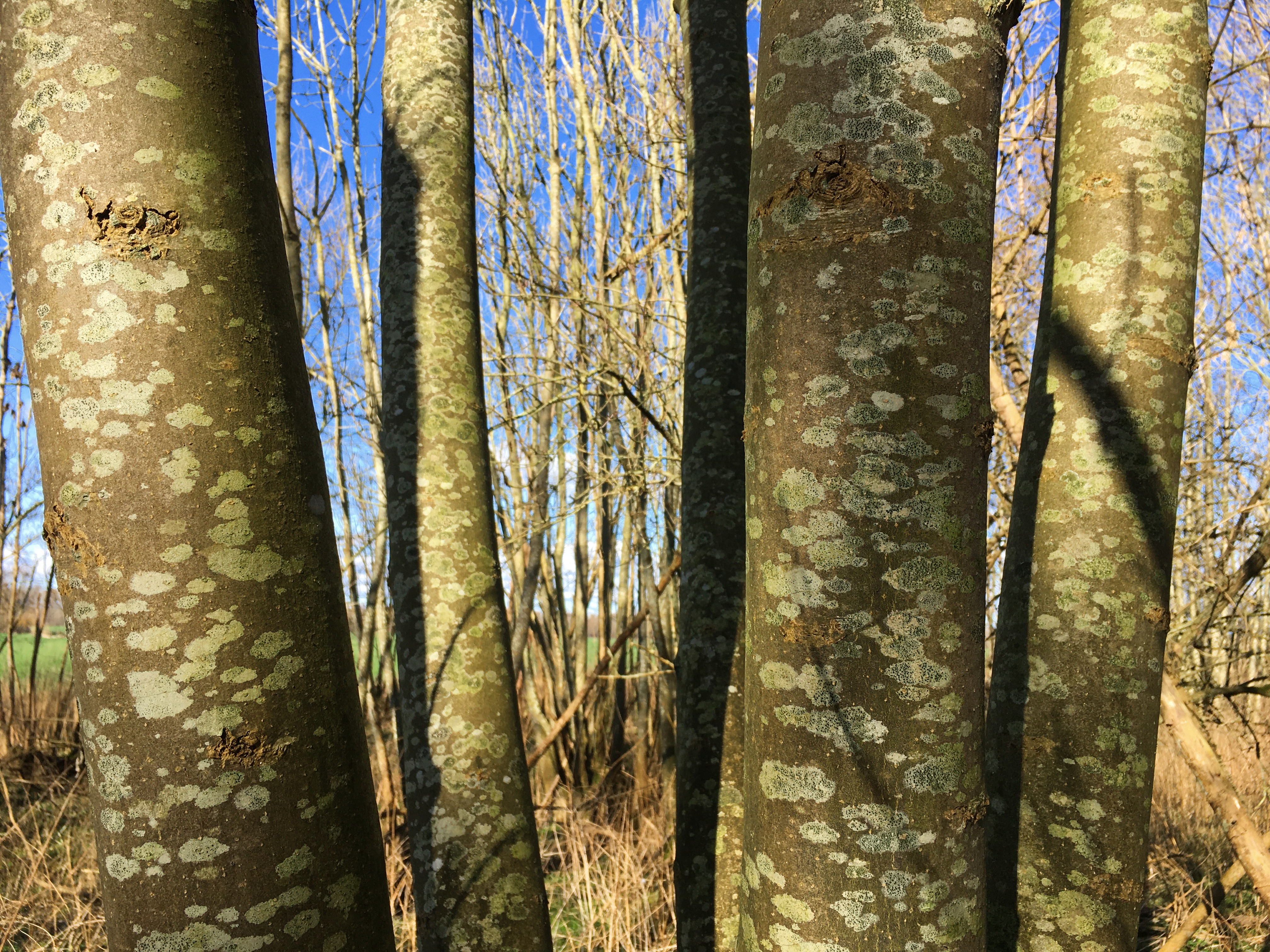
Een aspect van de associatie als microgemeenschap in een essen-iepenbos met hakhout.
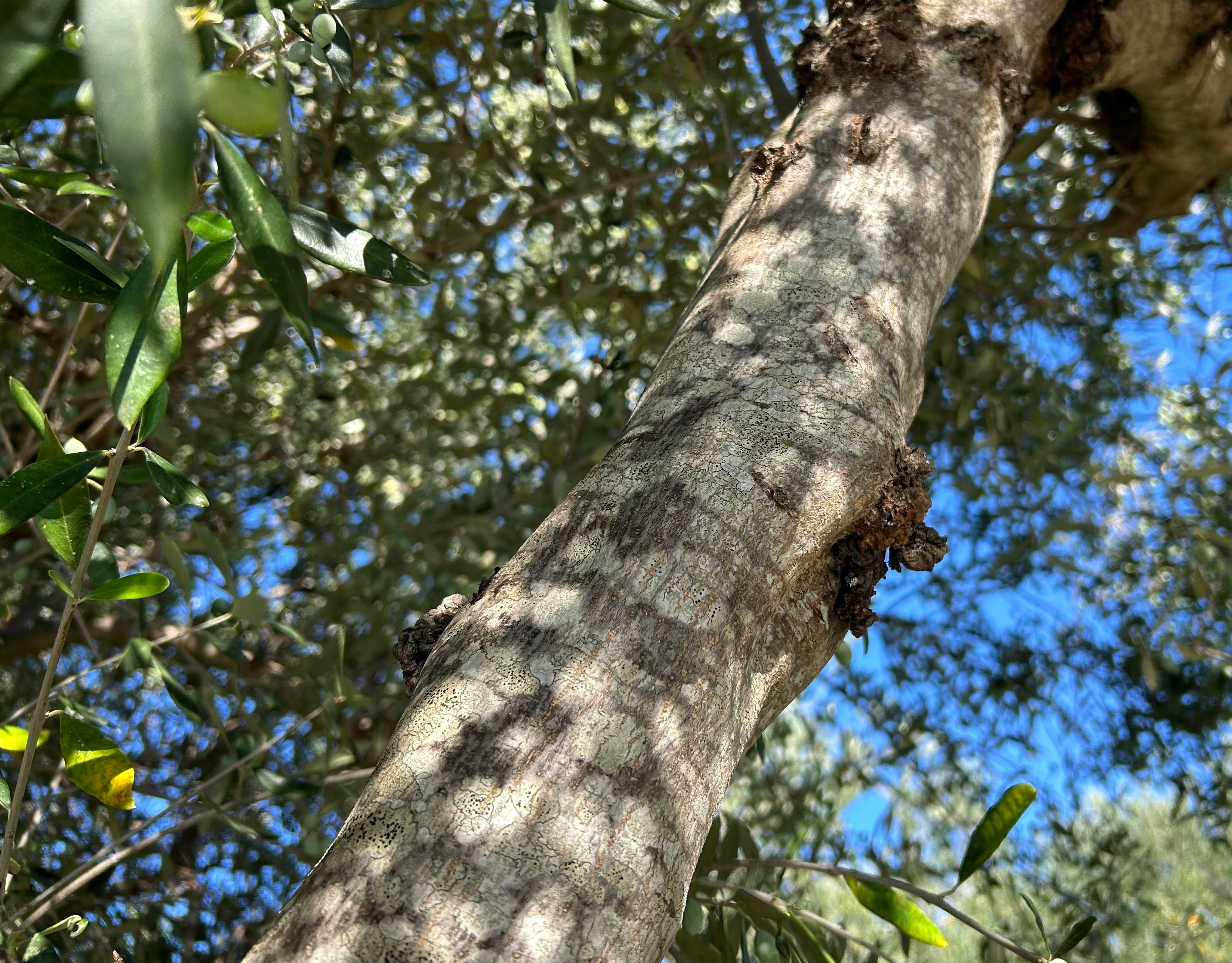
De associatie op een gesteltak van een gecultiveerde, solitaire olijfboom.
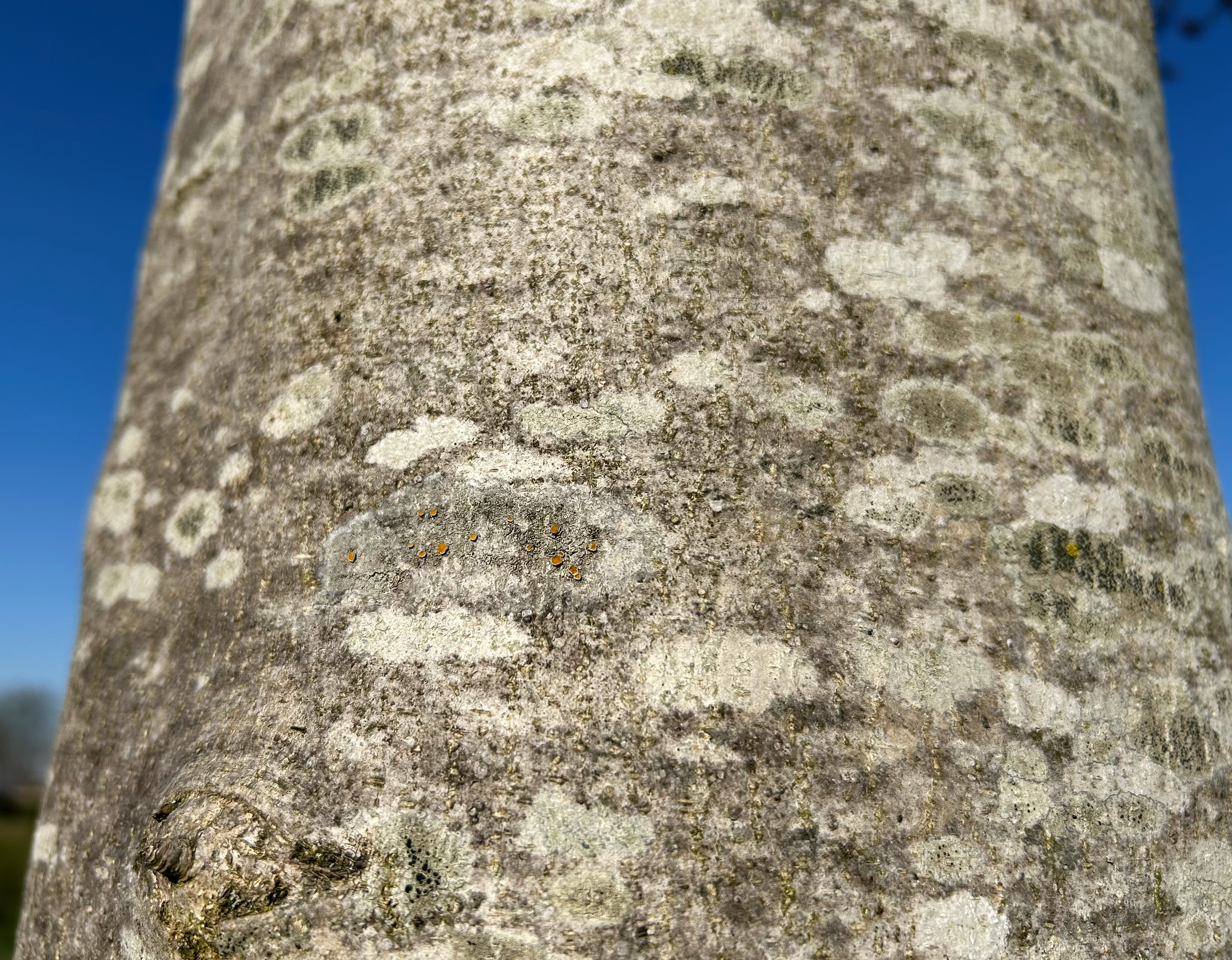
Close-up van de associatie op de stam van es.
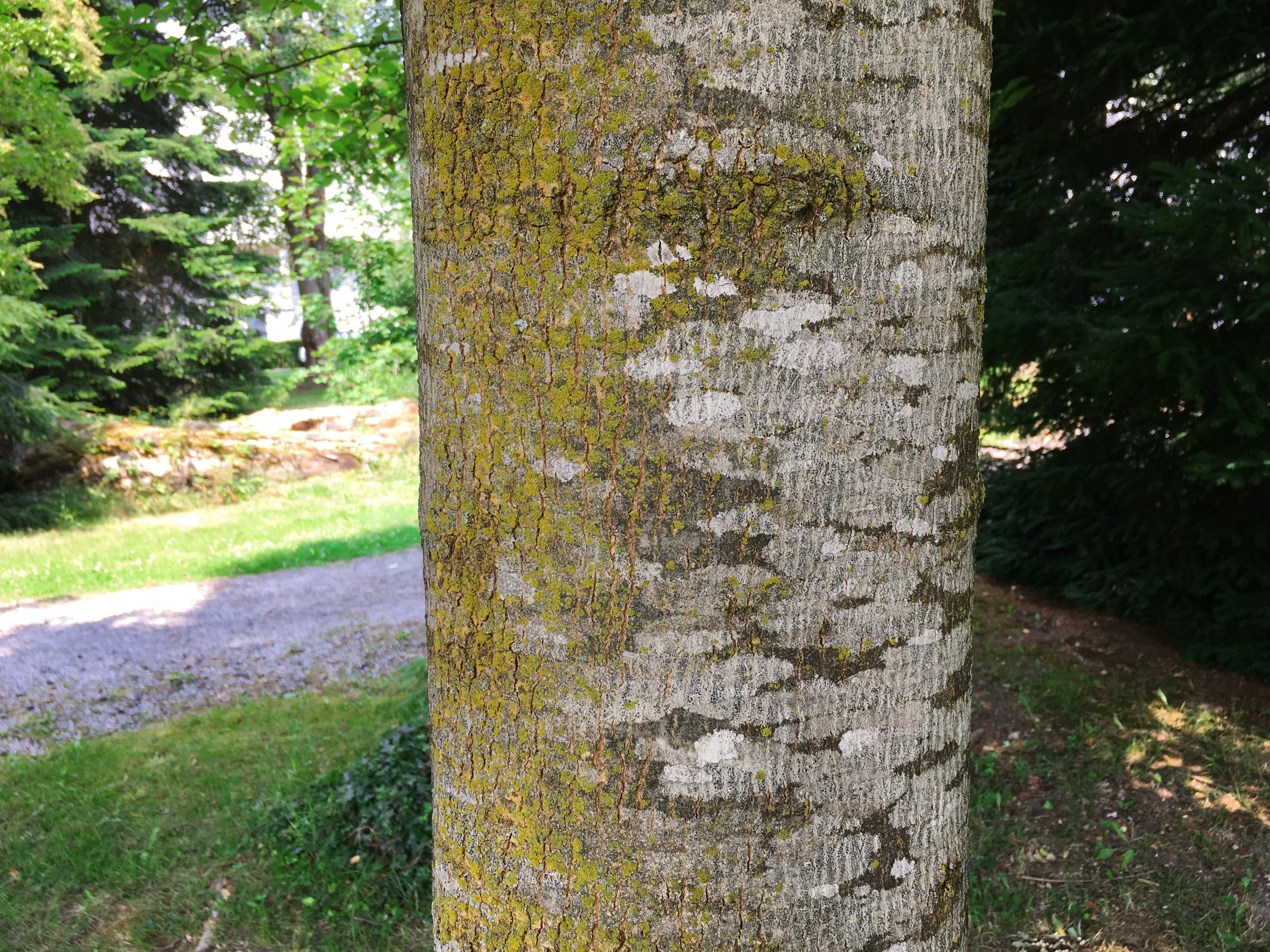
De associatie (rechts) in contact met een rompgemeenschap van vals dooiermos (links).
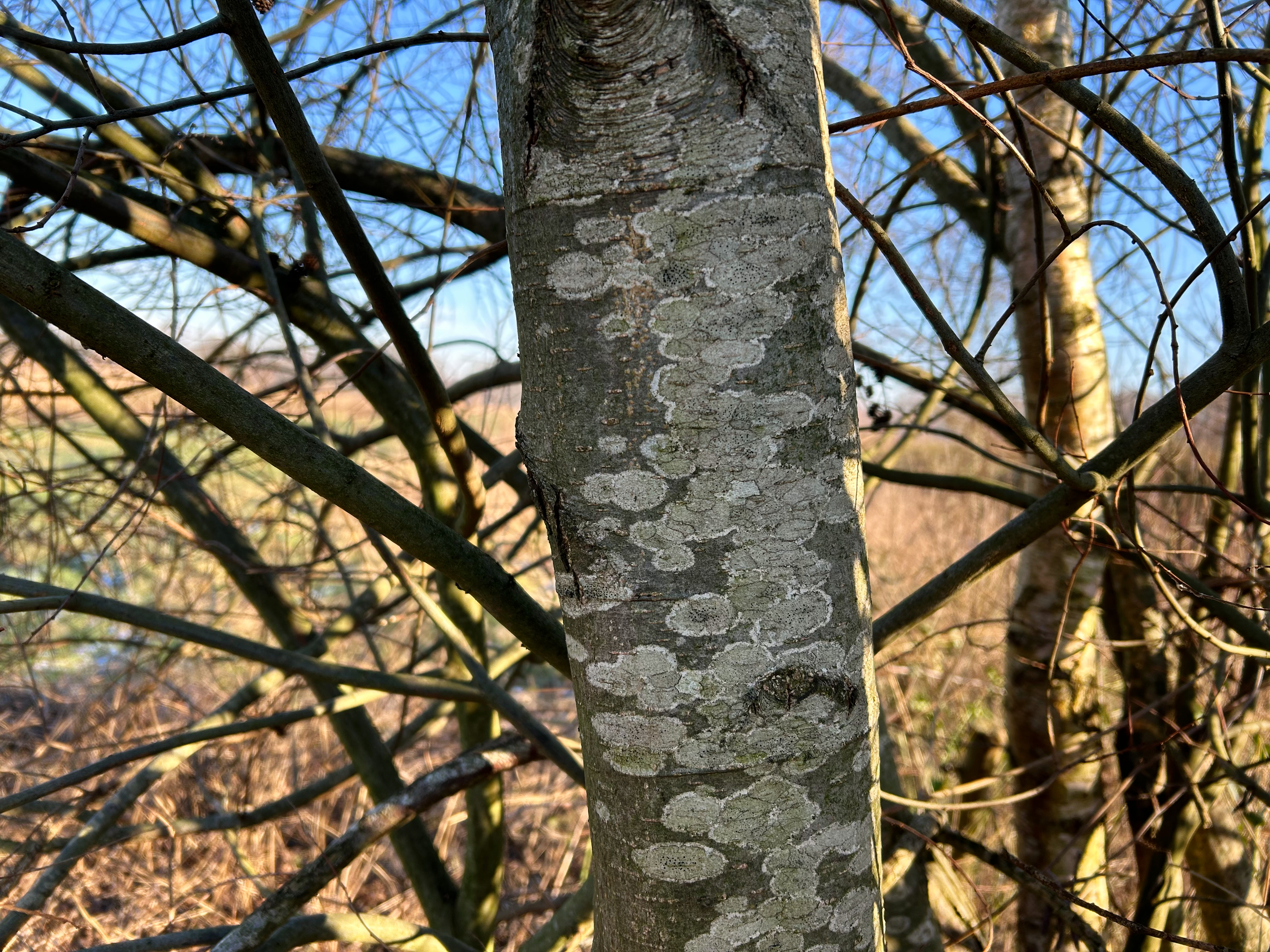
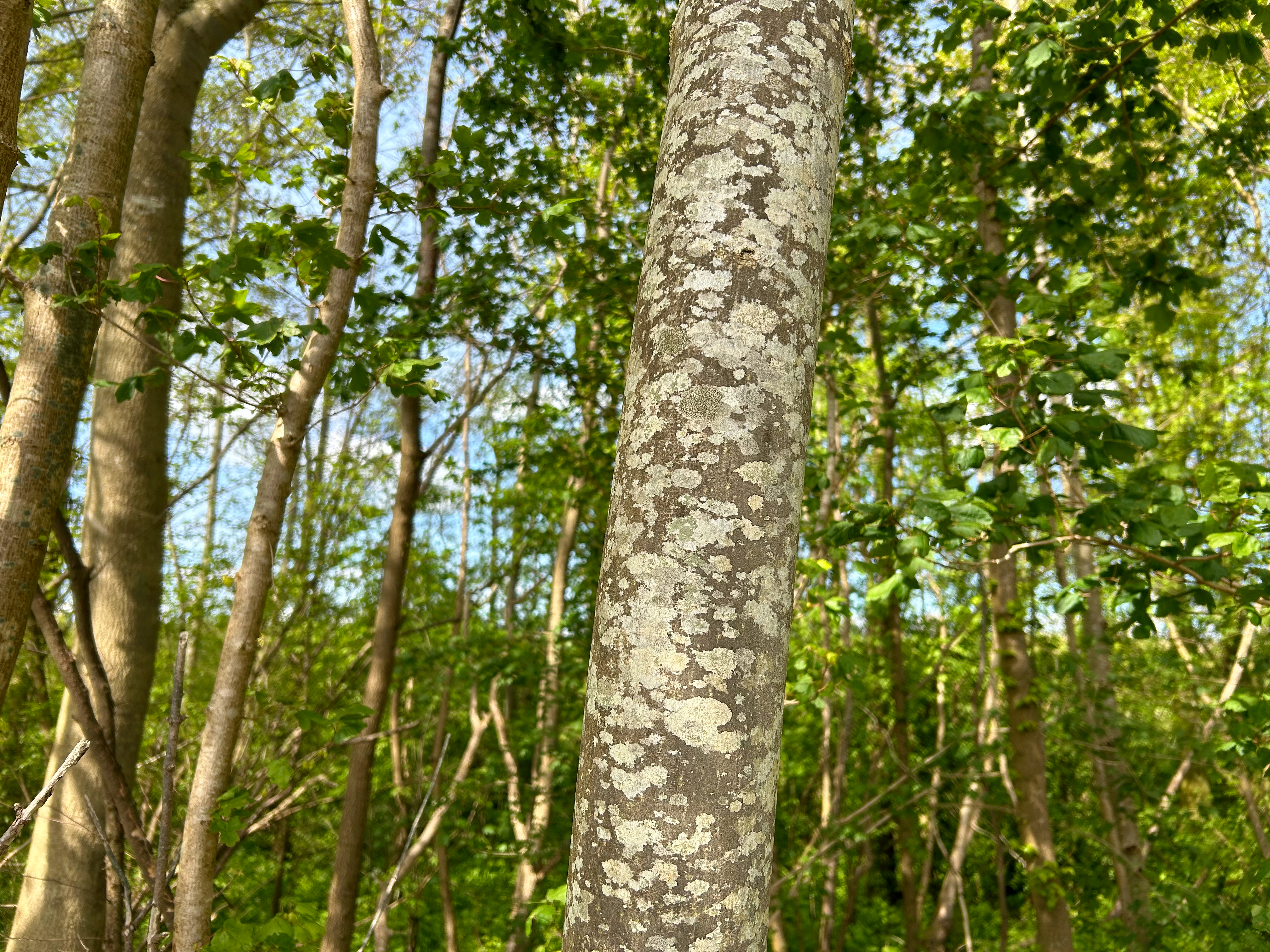
De associatie op gladde iep in een abelen-iepenbos.